# Nicaraguanische Männer-Handballnationalmannschaft
Die nicaraguanische Männer-Handballnationalmannschaft repräsentiert den Handballverband Nicaraguas als Auswahlmannschaft auf internationaler Ebene bei Länderspielen im Handball gegen Mannschaften anderer nationaler Verbände.

## Geschichte
Die Federación Nicaragüense de Balonmano ist seit 1998 Mitglied in der Internationalen Handballföderation (IHF). Auf kontinentaler Ebene war sie Mitglied in der Pan-American Team Handball Federation. Seit der Aufteilung in zwei Verbände gehört sie der Süd- und zentralamerikanischen Handballkonföderation (SCAHC) an.

## Internationale Großereignisse

### Olympische Spiele
Bisher keine Teilnahme.

### Weltmeisterschaften
Bisher keine Teilnahme.

### Panamerikameisterschaften
Bisher keine Teilnahme.

### Süd- und zentralamerikanische Handballmeisterschaften
Bisher keine Teilnahme.

### Zentralamerikanische Handballmeisterschaften
An der Zentralamerikanischen Handballmeisterschaft nahm Nicaragua bei viermal teil.
- Zentralamerikanische Handballmeisterschaft der Männer 2013: 3. Platz (von 5 Mannschaften)
- Zentralamerikanische Handballmeisterschaft der Männer 2015: 5. Platz (von 5 Mannschaften)
- Zentralamerikanische Handballmeisterschaft der Männer 2017: 3. Platz (von 5 Mannschaften)
- Zentralamerikanische Handballmeisterschaft der Männer 2021: nicht teilgenommen
- Zentralamerikanische Handballmeisterschaft der Männer 2023: 2. Platz (von 5 Mannschaften)

### Panamerikanische Spiele
Bisher keine Teilnahme.

### Zentralamerikaspiele
An den Zentralamerikaspielen nahm Nicaragua dreimal teil.
- Zentralamerikanische Spiele 2001: 3. Platz (von 5 Mannschaften)
- Zentralamerikanische Spiele 2013: 1. Platz (von 5 Mannschaften)
- Zentralamerikanische Spiele 2017: 4. Platz (von 5 Mannschaften)

### Zentralamerika- und Karibikspiele
An den Zentralamerika- und Karibikspielen nahm Nicaragua dreimal teil.
- Zentralamerika- und Karibikspiele 2010: 6. Platz (von 7 Mannschaften)
- Zentralamerika- und Karibikspiele 2014: 7. Platz (von 8 Mannschaften)
- Zentralamerika- und Karibikspiele 2023: 7. Platz (von 8 Mannschaften)